# Pujato Norte
Pujato Norte, también conocida como Colonia Pujato es una comuna argentina ubicada en el departamento Las Colonias de la provincia de Santa Fe.

## Ubicación
Se encuentra ubicada a unos 8 km al sur de la ciudad de Esperanza y a 10 km, al norte de la ciudad de Franck,. Con respecto a la ciudad de Santa Fe se encuentra a una distancia de 40 km.

## Población y Demografía
Cuenta con 495 habitantes (Indec, 2022)
| Gráfica de evolución demográfica de Pujato Norte entre 2001 y 2022 |
|                                                                    |
| Fuente: Censos nacionales del INDEC                                |

## Historia
En la década de 1940, se constituyó una asamblea de vecinos solicitar la independencia y autonomía, respecto de la ciudad de Esperanza. 
El 28 de junio de 1940 se sanciona en la Legislatura de la provincia de Santa Fe la Ley Nro. 2904, creando la “Comisión de Fomento de Pujato Norte”. 
La primera Comisión de Fomento fuè integrada por Adolfo Elías Albrecht (Presidente) Jorge F. Arques (Secretario) y Domingo Monella (Asesor).  
La primera Comisión de Fomento surgida de las elecciones generales del 7 de marzo de 1948, estaba constituida por:
Aquino M. García, Carlos Yennerich y Augusto Engler (Titulares), Eduardo Erni, Carlos Gassmann y Manuel Roullier (Suplentes).

## Santo Patrono
- San Isidro Labrador. Su festividad se celebra el 15 de mayo.